# Monaco
О государстве см. статью Монако.
Monaco — британский музыкальный проект, созданный Питером Хуком (бас-гитаристом New Order) и Дэвидом Потсом. Monaco играли более мягкую гитарную музыку, в духе брит-попа того времени, нежели первый проект Хука Revenge, в котором также участвовал Потс. В отличие от него, в Monaco вокальные партии исполнялись как Хуком, так и Потсом.

## История
После того, как участники New Order решили вновь взять перерыв в своей совместной творческой деятельности в 1993 году, Питер Хук хотел было продолжить свой проект Revenge, однако бывшие музыканты группы к тому времени потеряли к ней интерес. Из них лишь Дэвид Потс вошёл в новый проект Хука, который они назвали Monaco. Дебютной пластинкой дуэта стал сингл «What Do You Want From Me?» (март 1997; 11-е место); следом вышел альбом «Music for Pleasure» (июнь 1997; 55-е место). В поддержку альбома в мае 1997 года Monaco отправились в турне по Великобритании, а в августе того же года дали концерты в США и Канаде. В 1998 году группа приняла участие в двух рок-фестивалях: в Гластонбери (27 июня) и Рединге (30 августа). 
В 1999 году Polydor Records неожиданно расторгли контракт с Monaco, и группа была вынуждена искать новый лейбл для выпуска своего второго альбома «Monaco», который в итоге вышел в августе 2000 года на Papillion Records и занял 84-е место. В конце 1999 года New Order собрались для записи нового альбома, и дальнейшая деятельность Monaco была свёрнута (тем не менее, в 2000, 2002 и 2007 годах Monaco дали несколько концертов).

## Дискография

### Альбомы
| Год  | Название           | Примечания            |
| ---- | ------------------ | --------------------- |
| 1997 | Music for Pleasure | Студийный альбом      |
| 2000 | Monaco             | Студийный мини-альбом |

### Синглы
| Год  | Название                  | Примечания                               |
| ---- | ------------------------- | ---------------------------------------- |
| 1997 | What Do You Want From Me? | С альбома «Music for Pleasure»           |
| 1997 | Sweet Lips                | С альбома «Music for Pleasure»           |
| 2000 | I’ve Got a Feeling        | С альбома «Monaco»; выход сингла отменён |
| 2001 | See-Saw                   | С мини-альбома «Monaco»                  |